# Боягуз, Балбес і Бувалий
Боягуз, Балбес і Бувалий — тріо комічних антигероїв — дрібних правопорушників з радянського кінематографа. Найбільш відомі за фільмами Леоніда Гайдая, де їх ролі виконали Георгій Віцин, Юрій Нікулін і Євген Моргунов відповідно.
- Бувалий (Євген Моргунов) — масивний, сильний, впевнений у собі чоловік з поголеною головою. Є неформальним лідером зграї.
- Боягуз (Георгій Віцин) — нервовий, сентиментальний і слабовільний іпохондрик, який кутається в теплі речі і говорить високим голосом.
- Балбе́с, також Бе́льбас, Бовдур (Юрій Нікулін) — оптимістичний і життєрадісний, сміхотливий і розв'язний любитель випити, власник носа, що легко червоніє, і в'язаної шапки. У фільмі «Кавказька полонянка, або Нові пригоди Шурика» носив тюбетейку і був озброєний кинджалом.

## Ролі
За розповіддю директора Музею трьох акторів Володимира Цукермана, з першого разу, без проб, був затверджений тільки Віцин на роль Боягуза. На роль Бовдура пробувався Сергій Філіппов. Але як згадував сам Нікулін, він був фаворитом з самого початку:: 
 Хтось із помічників Леоніда Гайдая розповідав потім: — Коли вас побачив Гайдай, він сказав: «Ну, Балбеса шукати не треба. Нікулін — те, що потрібно»
На роль Бувалого був запрошений Іван Любезнов, який відмовився через фізичної форми — йому було важко бігати від собаки, потім Михайло Жаров. Моргунов був узятий за рекомендацією Івана Пир'єва.
Віцин, Нікулін і Моргунов любили розігрувати імпровізовані сценки в образі своїх персонажів, забавляючи знайомих.
Трійця зникла з кіно після сварки Моргунова з Гайдаєм. Крім того, Нікулін був роздратований її зайвим повторенням, а Віцин з самого початку вважав двох інших акторів нижче свого професійного рівня. З усім тим, Боягуз, Бовдур і Бувалий ще кілька разів з'являлися разом у фільмах інших режисерів, часто в епізодичних ролях.
Виконавець ролі неформального лідера трійці Бувалого Моргунов був наймолодшим з трьох акторів (1927 нар.), виконавець ролі залежного і інфантильного Боягуза Віцин — найстаршим (1917 р. нар.).

## Ігрові кіно- і телефільми

### «Самогонники»(1961)
Трійця вперше з'являється в короткометражних фільмах «Пес Барбос і незвичайний крос» і «Самогонники». Тут тріо займається браконьєрством і самогоноварінням. В обох випадках друзі зазнають фіаско, цьому сприяє пес Барбос.

### Дайте книгу скарг(1964)
Фільм Ельдара Рязанова. Боягуз, Балбес і Бувалий з'являються в епізодичній ролі в ресторані, встигнувши стати учасниками бійки, а також в магазині верхнього одягу в ролі продавців (Боягуз і Бовдур).

### Операція «И» та інші пригоди Шурика(1965)
У третій частині серії коротких новел Боягуз, Балбес і Бувалий сходяться в сутичці з іншим персонажем Гайдая, студентом Шуриком. Найняті злодійкуватим завідувачем складу, вони намагаються інсценувати пограбування. Шурик, що охороняє склад, сприймає їх серйозно і вчиняє збройний опір. Пограбування виявляється невдалим, і трійцю, приспані власним хлороформом, здають у міліцію.

### Новорічний календар(1965)
На «Блакитному вогнику» Боягуз, Бовдур і Бувалий постали в образі скрипалів, веселих людей.

### Казки російського лісу(1966)
Новорічний музичний фільм, у якому Боягуз, Балбес і Бувалий зіграли браконьєрів.

### Кавказька полонянка, або Нові пригоди Шурика(1966)
Боягуз, Бовдур і Бувалий підробляють дрібним шахрайством на Кавказі. Їх наймають місцевий функціонер Саахов і його водій Джабраїл для викрадення дівчини Ніни, племінниці Джабраила, яку хочуть насильно видати заміж за Саахова. У дівчину закоханий неминучий фатум трійці, студент Шурик, сутичку з яким персонажам належить знову витримати і програти. Це єдиний фільм, де показаний суд над зграєю.

### Сім старих та одна дівчина(1968)
Фільм Євгена Карелова, в якому Боягуз, Балбес і Бувалий з'являються в епізодичній ролі грабіжників: вони викрадають гроші у інкасатора.

### Ці неймовірні музиканти, або Нові сновидіння Шурика(1977)
У цьому фільмі-концерті Боягуз і Бувалий знялися в ролі музикантів, вони зображували то скрипалів, то вокалістів. Бувалий грав на акордеоні, на балалайці і на скрипці.

### Комедія давно минулих днів(1980)
Боягуз і Бувалий протистоять Кісі Вороб'янінову і Остапу Бендеру в пошуках скарбу. Це останній у вигляді оригінальних акторів випадок появи зграї, причому вже без Балбеса — Нікулін відмовився від участі, вважаючи образ «замиленим».

### Капітан Крокус і Таємниця маленьких змовників(1991)
1991 року в Українській РСР було створено фільм «Капітан Крокус і таємниця маленьких змовників», у якому епізодично з'явилися Боягуз (Олег Сиротенко), Бовдур (Сергій Гаврилюк) і Бувалий (Сергій Сивохо).

## Ремейки
- У 2014 році вийшов ремейк фільму «Кавказька полонянка, або Нові пригоди Шурика» під назвою «Кавказька полонянка!», Створений новим поколінням кінематографістів. Ролі трійці виконали Семен Стругачов (Боягуз), Микола Добринін (Балбес) і Сергій Степанченко (Бувалий).
- Очікується вихід другого ремейка під назвою «Найкраща дівчина Кавказу», де знову з'явиться трійця.

## Мультиплікаційні фільми
Образи Боягуза, Балбеса і Бувалого були перенесені в мультфільми «Бременські музиканти», «Слідами бременських музикантів» і «Нові Бременські», де трійця з'являється як розбійники з великої дороги. Їх ватажком тут стає Атаманша. Боягуз, Балбес і Бувалий зображені в екзотичних головних уборах (папасі, чалмі і тюбетейці), які носили в «Кавказькій полонянці».

## Звукові спектаклі
Боягуз, Бовдур і Бувалий стали одними з основних персонажів дитячої музичної казки «Подія в країні Мульти-Пульти» (режисер Л. Шимель, запис 1981 року випущена на грамплатівці в 1982 році). Ролі озвучували оригінальні актори — Георгій Віцин, Юрій Нікулін та Євген Моргунов, відповідно.

## У рекламі
Образ з мультфільму був використаний в рекламі пива «Білий ведмідь», разом з піснею про ведмедів з «Кавказької полонянки». Ролик був згодом заборонений з екологічних міркувань: у ньому Боягуз, Бовдур і Бувалий викидали пляшки з-під пива в воду, подаючи нехороший приклад.

## В іграх
- В російськомовних версіях операційних систем Windows (від Windows 3.1 до Windows XP включно) імена Боягуз, Бовдур і Бувалого використовуються як імен супротивників за умовчанням в картковій грі «Чирви».
- Трійця з'являється як противники головного героя в грі-квесті за мотивами мультфільму «Нові Бременські музики».
- У комп'ютерній грі «Аллоди Онлайн» Боягуз, Бовдур і Бувалий використовуються як назви ігрових персонажів — гоблінів-ремонтників на астральних кораблях.
- Також з'являлися в серії ігор «Петька і Василь Іванович» — у грі «Петька 007: Золото Партії» епізодично і в грі «Петька VIII: Підкорення Риму» в ролі бандитів, що спалили Кукуєва, і в ролі посланців Сенату в Стародавньому Римі.